# سال آکسفورد من
سال آکسفورد من (به انگلیسی: My Oxford Year) یک فیلم عاشقانه کمدی-درام بریتانیایی آماده اکران از نتفلیکس بر اساس رمانی به همین نام اثر جولیا ولان است که بر اساس فیلمنامه اصلی آلیسون برنت ساخته شده است. کارگردانی فیلم بر عهده ایان موریس با بازی سوفیا کارسون و کوری میلکرست است.

## داستان
آنا، یک دانشجوی جاه طلب آمریکایی، برای تحقق رویای خود به آکسفورد در بریتانیا سفر می‌کند، اما با یک محلی جذاب روبرو می‌شود که زندگی هر دوی آنها را تغییر می‌دهد.

## ساخت
فیلمبرداری در سپتامبر ۲۰۲۴ در انگلستان با مکان‌های فیلمبرداری از جمله آکسفورد و وینزر، بارکشر انجام شد.